# Kovalovszky Dániel

Kovalovszky Dániel (Budapest, 1979. november 10. –), fotográfus.

## Életrajza
1998-ban érettségizett a Thán Károly Gimnáziumban. 2000-ben végzett a Budapesti Komplex SZC Kreatív és Kézművesipari Technikum fényképész szakán, majd egy évvel később elvégezte a MÚOSZ fotóriporteri tanfolyamát. 2001 és 2004 között az Axel Springer kiadó munkatársa, 2004-től 2006-ig a Népszabadság fotóriportere, majd 2006-tól 2017-ig a 168 Óra című hetilap fotóriportere. 2008-ben Junior Príma díjas. 2017-ben Robert Capa ösztöndíjas és ugyanebben az évben elhagyta a fotóriporteri pályát, azóta szabadúszó fotográfusként dolgozik saját hosszú távú munkáin, mellette az Állambiztonsági Szolgálatok Történeti Levéltárának külsős munkatársa. Nős, egy gyermek édesapja.
Tagja a Magyar Fotóművészek Szövetségének.

### Munkássága[1]

#### Egyéni kiállítások:
2021: An Infernal Play, Hegyvidék Gallery, Budapest
2020 : An Infernal Play, Memorial House, Recsk Forced Labor Camp
2017 : Green Silence - Forest Hideout,  Ferenczy Museum, Szentendre
2013 : Green Silence,  The Hungarian House of Photography, Budapest                                           
2012 : Green Silence, Month of Photography, Hungarian Cultural Institute, Bratislava
2010 : Memory Factory, Lumen Gallery, Budapest
2009 : Memory Factory, The Hungarian House of Photography, Budapest
2007 : Shooting Stars, Raiffeisen Bank Gallery, Budapest

#### Csoportos kiállítások:
2021: Images of Light, Kunsthalle, Budapest
2020 : Eight Weeks, Hungarian photographers during the pandemic, Robert Capa Contemporary Photography Center, Budapest
2019 : Black Light, Institute of Contemporary Art, Dunaujvaros
2018 : Robert Capa Grand Prize Hungary 2018 exhibition, Robert Capa Contemporary Photography Center, Budapest
2017 : Viewfinders – Hungarian photography 1967-2017, Robert Capa Contemporary Photography Center, Budapest
2017 : The Way They See. An Overview of Hungarian Photography, National Museum, Warsaw, Poland
2016 : Hungary Through Subjective Lenses, Parvis de l'Hôtel de Ville, Paris, France
2016 : Pecsi Jozsef Photography Grant 1991-2016, Robert Capa Contemporary Photography Center, Budapest
2016 : One Day in Budapest, The Hungarian House of Photography, Budapest
2016 : Biosphere, Art Zone, Sziget Festival Budapest
2016 : Pictures and Pixels, National Salon, Kunsthalle, Budapest
2016 : 13 MIRRORS - Contemporary Hungarian Photography, Prospekto Gallery, Vilnius, Lithuania
2015 : Water, Milano Expo, Hungarian Pavilion, selected by the Hungarian House of Photography, Italy
2014 : Art Market Budapest Fair, International Contemporary  Art Fair, Millenaris Convention Center
2013 : Hungarian Art Photography in the New Millennium, Hungarian National Gallery
2012 : Budapest Positive, The Hungarian House of Photography, Budapest
2012 : Budapest Positive, National Museum of Tirana
2012 : Art Market Budapest Fair, International Contemporary  Art Fair, Millenaris Convention Center
2012 : Other Worlds, The Art Gallery at Flannels, Leeds, UK
2011 : Foto8 Summershow 2011, Host Gallery, London
2010 : Present Continuous I-IV, Gallery of Contemporary Art Celje
2009 : Present Continuous I-IV, Central European House of Photography, Bratislava, Slovakia
2008 : Present Continuous I-IV, The Hungarian House of Photography, Budapest
2006 : Present Continuous I-IV, Month of Photography Krakow, Poland

#### Művei gyűjteményekben:
Magángyűjtemények ( Magyarország, Svájc, Németország, USA.)
Magyar Fotográfiai Múzeum, Kecskemét
Raiffeisen Bank, Budapest

## Díjai, elismerései
2023: Nemzeti Kulturális Alap Fotóművészeti ösztöndíja
2021: Nemzeti Kulturális Alap Fotóművészeti ösztöndíja
2020: Nemzeti Kulturális Alap Fotóművészeti ösztöndíja
2019: Emerging Photographer Fund 2019 - Burn Magazine, finalist, USA 
2018: Nemzeti Kulturális Alap Fotóművészeti ösztöndíja
2017: Robert Capa Fotográfiai Ösztöndíj
2016: Nemzeti Kulturális Alap Fotóművészeti ösztöndíja
2014: Nemzeti Kulturális Alap Fotóművészeti ösztöndíja
2012: Nemzeti Kulturális Alap Fotóművészeti ösztöndíja
2011: Nemzeti Kulturális Alap Fotóművészeti ösztöndíja
2008: 65th Pictures of the Year International Competition (POYi), Third Place in General Division; Portrait Series Story, USA
2008: Junior Príma Díj
2008: Budapest Fotográfiai Ösztöndíj
2006–2008: Pécsi József Fotóművészeti Ösztöndíj
2006: 63th Pictures of the Year International Competiton (POYi), Second Place in Newspaper Division; Feature Picture Story, USA
2005:  Magyar Sajtófotó Pályázat, Portré sorozat kategória 1. díj.
2005:  Magyar Sajtófotó Pályázat, Társadalomábrázolás kategória 2. díj.
2004:  Magyar Sajtófotó Pályázat, Társadalomábrázolás kategória 1. díj.
2003: Nemzeti Kulturális Alap Fotóművészeti ösztöndíja 
2001: Magyar Sajtófotó Pályázat, Társadalomábrázolás 3. díj.